# Убивство у «Східному експресі»
Вбивство у «Східному експресі» (англ. Murder on the Orient Express) — детективний роман англійської письменниці Агати Крісті, що вперше вийшов у світ 1 січня 1934 року.

## Історія створення
Поїзд під назвою «Східний експрес» почав курсувати між Стамбулом і Парижем у 1883 році. У 1929 році потяг потрапив у сніговий замет неподалік від однієї з турецьких станцій. Цей епізод і став основою детектива.

## Сюжет
Узимку знаменитому бельгійському детективові, який перебуває в Стамбулі, Еркюлю Пуаро, необхідно терміново виїхати до Англії. Але всі місця в знаменитому «Східному експресі» були зайняті. Утім, директор залізничної компанії, мсьє Бук, давній друг Пуаро, сам їде в тому ж потязі й знаходить для Пуаро місце. На наступний ранок за сніданком Пуаро зауважує, що у вагоні перебувають люди різних національностей, які випадково зустрілися в цій подорожі. Один із пасажирів, американець, на прізвище Ретчетт, пропонує Пуаро стати його охоронцем за солідну суму, оскільки Ретчетту загрожують розправою, але Пуаро відмовляється. У наступну ніч Пуаро безперервно будять якісь лементи й стукоти, але потім наступає мертва тиша. Уранці виявляється, що поїзд через замети намертво зупинився десь на території Югославії, а містер Ретчетт лежить у своєму купе мертвий. Також з'ясовується, що двері замкнено зсередини, а вікно відчинено. Утім, місіс Габбард, літня говірка американка, стверджує, що через її купе, суміжне з купе Ретчеттом, уночі проходив якийсь чоловік.
Мсьє Бук просить Пуаро розслідувати цю справу і він погоджується. Спочатку справа виявляється досить дивною. На тілі вбитого виявляються дванадцять ножових ран, як смертельних, так і подряпин, нанесених як правшею, так і лівшею. Доказів у купі занадто багато, і всі вказують на людей, які, на перший погляд, не мають ніякого відношення до справи. Крім цього, алібі пасажирів взаємно підтверджуються людьми, зовсім не схожими один з одним. Так, наприклад, алібі лакея-англійця підтверджує італієць.
Пуаро вдається встановити особистість убитого. Таємничий Ретчетт виявляється Кассетті, організатором нашумілого викрадення й вбивства дитини Армстронгів (прототипом послужило викрадення дитини Ліндберга, знаменитого льотчика), якому вдалося уникнути від правосуддя. Пуаро, виходячи з того, що всі пасажири та провідник щось недоговорюють, зробив висновок, що всі вони були пов'язані з родиною Армстронгів, включаючи француза-провідника.

## Розділи
| Частина 1. Факти | Частина 2. Свідчення | Частина 3. Пуаро сідає та поринає в роздуми |
| --- | --- | --- |
| 1. Важлива персона в “Таврському Експресі” 2. Готель “Токатліан” 3. Пуаро відхиляє пропозицію 4. Крик посеред ночі 5. Злочин 6. Жінка 7. Тіло 8. Викрадення дитини Армстронгів | 1. Свідчення провідника 2. Свідчення секретаря 3. Свідчення камердинера 4. Свідчення американської леді 5. Свідчення шведської леді 6. Свідчення російської княгині 7. Свідчення графа та графині Андреній 8. Свідчення полковника Арбетнота 9. Свідчення містера Хардмана 10. Свідчення італійця 11. Свідчення міс Дебенхем 12. Свідчення німкені-покоївки 13. Підсумовуючи всі свідчення 14. Огляд знаряддя вбивства 15. Огляд багажу пасажирів | 1. Котрий із них? 2. Десять питань 3. Деякі можливі деталі 4. Масна пляма на угорському паспорті 5. Ім’я княгині Драгомирової 6. Друга розмова з полковником Арбетнотом 7. Ідентифікація Мері Дебенхем 8. Подальші цікаві відкриття 9. Пуаро пропонує два рішення |

## Екранізації
- 22 листопада 1974 року відбулася світова прем'єра однойменного фільму, знятого англійською студією EMI Film Distributors з Інгрід Бергман, Шоном Коннері, Лорен Беколл у ролях[4].
- 3 листопада 2017 року відбулася світова прем'єра однойменного фільму, знятого американською студією Twentieth Century Fox з Кеннеттом Брана, Джонні Деппом, Пенелопою Крус у ролях[5].